# Театральная библиотека (журнал, 1907)
«Театральная библиотека» — русский театральный журнал, издававшийся в Санкт-Петербурге в 1907 году. Первый и единственный номер издания вышел в ноябре 1907 г. Редактор-издатель Н. В. Корецкий.

## Описание
18 см, пагинация смешанная, всего 96 страниц.